# All Jacked Up
All Jacked Up è il secondo album discografico in studio della cantante country statunitense Gretchen Wilson, pubblicato nel 2005.

## Tracce
1. All Jacked Up – 3:32 (Gretchen Wilson, John Rich, Vicky McGehee)
2. California Girls – 2:49 (Wilson, Rich)
3. Full Time Job – 3:24 (Wilson, Monty Criswell, George Teren)
4. Skoal Ring – 2:50 (Wilson, Rich, McGehee)
5. He Ain't Even Cold Yet – 3:58 (Billy Lawson, Cyril Rawson)
6. One Bud Wiser – 3:38 (Rich, McGehee)
7. Politically Uncorrect (featuring Merle Haggard) – 3:23 (Leslie Satcher, Danny Steagall, Billy Henderson)
8. I Don't Feel Like Loving You Today – 2:45 (Matraca Berg, Jim Collins)
9. Rebel Child – 3:49 (Wilson, Ashley Gorley, Wade Kirby)
10. Raining on Me – 4:23 (Wilson, Rich, McGehee)
11. Not Bad for a Bartender – 3:49 (Wilson, Rich, McGehee)
12. Good Morning Heartache – 3:30 (Ervin Drake, Dan Fisher, Irene Higgenbotham)

## Classifiche
| Classifica (2005)                  | Posizione massima |
| ---------------------------------- | ----------------- |
| Canada (Billboard Canadian Albums) | 10                |
| Stati Uniti (Billboard 200)        | 1                 |